# Кулешов, Александр Демьянович
Александр Демьянович Кулешов (11 августа 1893, Рузский уезд, Московская губерния — июль 1944, Флоссенбюрг, Бавария) — советский военачальник, генерал-майор (1940), участник Первой мировой, Гражданской и Великой Отечественной войн. Во время Донбасской оборонительной операции 1942 года взят в плен, умер в плену.

## Биография
Александр Кулешов родился 11 августа 1893 года (в немецких учётных документах на военнопленного генерала А. Д. Кулешова датой рождения указано 15 августа 1893 года) в деревне Семенково Московской губернии в крестьянской семье. После окончания четырёхклассной Никольской земской школы, работал в отцовском хозяйстве, затем на стройках Москвы. Учился в Московском городском народном университете Шанявского.
В сентябре 1914 года, после начала Первой мировой войны, Кулешов был мобилизован призван в Русскую императорскую армию. Проходил службу в 4-м Несвижском гренадерском полку 1-й гренадерской дивизии на Западном фронте, где окончил учебную команду в 1915 году. Затем в этом же полку командовал взводом. В составе полка участвовал в боях Первой мировой войны на Западном фронте. С лета 1917 года служил в 184-м запасном пехотном полку в Москве, затем в Саратовском запасном полку. В ноябре 1917 года старший унтер-офицер А. Д. Кулешов был демобилизован.
В ноябре 1917 года А. Д. Кулешов сформировал красногвардейский отряд в городе Сердобск Саратовской губернии, был избран его командиром. Активный участник Гражданской войны. С мая 1918 года участвовал в боях с частями восставшего чехословацкого корпуса в районе Ртищево, а также в подавлении восстания Викторова. В декабре 1918 года вместе с отрядом добровольно вступил в Рабоче-Крестьянскую Красную Армию и передан в состав 1-го Ярославского стрелкового полка, а А. Д. Кулешов был назначен его комиссаром. В составе 4-й армии Восточного фронта полк участвовал в боях с войсками А. В. Колчака и А. И. Дутова на Южном Урале.
Весной 1919 года он назначен военкомом 3-й бригады 20-й стрелковой дивизии 10-й армии Юго-Восточного фронта, участвовал в боях с войсками генерала А. И. Деникина под Царицыном, затем в Доно-Манычской операции. С февраля 1920 года дивизия в составе 1-й Конной армии вела бои на тихорецком направлении. С апреля 1920 года — военком 18-й кавалерийской дивизии 2-го кавалерийского корпуса 11-й армии Кавказского фронта. Участвовал в занятии Азербайджана советскими войсками и в ликвидации контрреволюционного мятежа в Гяндже, затем дивизия занимала границу советского Азербайджана с дашнакской Арменией. В феврале-марте 1921 года участвовал в Тифлисской операции против армии меньшевистского правительства Грузии, в том же году участвовал в подавлении дашнакского восстания в Армении и во взятии Эривани.
После войны продолжил службу в Красной Армии, в июне 1921 года назначен военкомом 5-й Кубанской кавалерийской дивизии 5-й армии в Сибири, участвовал в боевых действиях против отрядов Р. Ф. фон Унгерн-Штернберга. С октября 1922 года — слушатель Высших военных академических курсов РККА, окончил их в сентябре 1923 года был назначен командиром 58-го стрелкового полка 20-й стрелковой дивизии. В том же году направлен на Туркестанский фронт в Восточную Бухару, где командовал 9-м Туркестанским стрелковым полком, а с июля 1925 года стал командиром и военкомом 4-й Туркестанской стрелковой дивизии. Несколько лет участвовал в боях с басмачеством.
С января 1931 по декабрь 1932 года — командир-военком 10-й кавалерийской Северо-Кавказской дивизии. Затем убыл на учёбу. В 1934 году окончил Военную академию РККА имени М. В. Фрунзе. С декабря 1934 года — командир-военком 85-й стрелковой дивизии Уральского военного округа (Челябинск). С июня 1937 года — командир Особого корпуса железнодорожных войск РККА. Комдив (26.11.1935).
17 марта 1938 года был арестован органами НКВД СССР и находился под следствием. 27 ноября 1939 года освобожден «за отсутствием состава преступления» и состоял в распоряжении Управления по начсоставу РККА. С февраля 1940 года — старший преподаватель Академии Генерального штаба РККА. 4 июня 1940 года Кулешову было присвоено воинское звание генерал-майора. В период с августа по ноябрь 1940 года работал в группе командиров под руководством заместителя наркома обороны СССР Маршала Советского Союза С. М. Будённого, где успешно справился с разработкой и проведением командно-штабных учений. 
С марта 1941 года — командир 64-го стрелкового корпуса в Северо-Кавказском военном округе. Корпус формировался на территории Северо-Осетинской и Кабардинской АССР, в него входили 165-я и 175-я стрелковые дивизии, 394-й и 596-й корпусные артиллерийские полки и другие части.
После начала Великой Отечественной войны генерал-майор А. Д. Кулешов продолжал командовать этим корпусом. В период с 22 по 29 июня корпус успешно произвёл перевод на штаты военного времени и начал переброску на фронт. В начале июля 1941 года корпус прибыл в состав Юго-Западного фронта, брошен навстречу противнику по частям и маршем без учёта обстановки. На марше дивизии корпуса попали под удар немецких танковых колонн в районе Фастов — Васильков и понесли большие потери. Отойдя к Киеву, части корпуса участвовали в Киевской оборонительной операции. С 21 августа 1941 года воевал начальником управления тыла — заместителем командующего по тылу 38-й армии Юго-Западного фронта. 5 октября 1941 года был снят с должности и направлен в распоряжение Военного совета Юго-Западного фронта, в ноябре — в распоряжение Военного совета Уральского военного округа. 
В январе 1942 года был назначен командиром 175-й стрелковой дивизии, формирующейся в этом округе в Тюмени, после завершения формирования в марте 1942 года прибыл во главе дивизии в состав 28-й армии Юго-Западного фронта. В ходе Харьковской операции в мае 1942 года участвовал во вспомогательном ударе 28-й армии севернее Харькова, причём дивизии удалось прорвать немецкую оборону и продвинуться на запад на несколько километров. Однако в июле 1942 года в ходе Донбасской оборонительной операции войска левого крыла Юго-Западного фронта подверглись окружению и разгрому. Из 175-й стрелковой дивизии вышли к своим около 200 бойцов. Генерал Кулешов руководил дивизией до конца, при попытке выхода из окружения 9 июля немецкие части атаковали её командный пункт. Собрав отряд из около 100 бойцов, генерал Кулешов начал выходить к своим, но 13 июля при переправе через реку Чёрная Калитва отряд был настигнут противником и разгромлен, генерал Кулешов был взят в плен.
Содержался в лагере военнопленных на горе Холодная в Харькове, затем был вывезен в лагерь Хаммельбург, а позже в концентрационный лагерь Флоссенбюрг. Отверг предложения от власовцев о сотрудничестве, после чего условия его содержания в плену были ужесточены. В 1944 году умер от побоев и истощения.

## Награды
- Два ордена Красного Знамени (1922, 22.02.1933)[5]
- Орден Отечественной войны 1-й степени (6.05.1965, посмертно)
- Медаль «XX лет Рабоче-Крестьянской Красной Армии» (22.02.1938)